# Dieter Patt
Dieter Patt (* 23. November 1943 in Werdohl) ist ein ehemaliger deutscher Verwaltungsbeamter und Landrat im Rhein-Kreis Neuss.

## Leben
Dieter Patt absolvierte ab 1960 eine Ausbildung in der Neusser Stadtverwaltung. Er übernahm dort 1978 die Leitung des Schulverwaltungsamts. Ab 1985 war er in der Kreisverwaltung tätig, ab 1987 als Kreisdirektor. 
Patt wurde 1996 zum ersten hauptamtlichen Landrat des damaligen Kreises Neuss gewählt und zweimal im Amt bestätigt. In den Ruhestand trat er 2009.
Neben seiner beruflichen Tätigkeit verfolgt Patt auch zahlreiche künstlerische Aktivitäten.